# Olympische Winterspiele 2010
| Medaillenspiegel               | Medaillenspiegel   | Medaillenspiegel | Medaillenspiegel | Medaillenspiegel | Medaillenspiegel |
| Platz                          | Land               | G                | S                | B                | Ges.             |
| ------------------------------ | ------------------ | ---------------- | ---------------- | ---------------- | ---------------- |
| 1                              | Kanada             | 14               | 7                | 5                | 26               |
| 2                              | Deutschland        | 10               | 13               | 7                | 30               |
| 3                              | Vereinigte Staaten | 9                | 15               | 13               | 37               |
| 4                              | Norwegen           | 9                | 8                | 6                | 23               |
| 5                              | Südkorea           | 6                | 6                | 2                | 14               |
| 6                              | Schweiz            | 6                | –                | 3                | 9                |
| 7                              | China              | 5                | 2                | 4                | 11               |
| 7                              | Schweden           | 5                | 2                | 4                | 11               |
| 9                              | Österreich         | 4                | 6                | 6                | 16               |
| 10                             | Niederlande        | 4                | 1                | 3                | 8                |
| Vollständiger Medaillenspiegel |                    |                  |                  |                  |                  |

Die Olympischen Winterspiele 2010 (auch XXI. Olympische Winterspiele genannt) wurden vom 12. bis 28. Februar 2010 in Vancouver, der größten Stadt der kanadischen Provinz British Columbia, ausgetragen. Verschiedene Wettkämpfe fanden auch im Wintersportort Whistler sowie in den Vororten Richmond und West Vancouver statt. Sowohl die Olympischen Winterspiele als auch die daran anschließenden Winter-Paralympics wurden vom Vancouver Organizing Committee (VANOC) organisiert. Kanada war 2010 zum dritten Mal Gastgeber von Olympischen Spielen, nach den Sommerspielen 1976 in Montreal und den Winterspielen 1988 in Calgary. Bereits 1976 hatte sich Whistler, wo die meisten Wettkämpfe in den Schneesportarten stattfanden, erfolglos um die Ausrichtung beworben.

## Wahl des Austragungsortes

Logo der Kandidatur

In der innerkanadischen Ausscheidung des Canadian Olympic Committee setzte sich Vancouver gegen Calgary (das eine zweite Austragung nach 1988 anstrebte) und Québec (das mit der Kandidatur für die Winterspiele 2002 gescheitert war) durch. Nachdem ein Bestechungsskandal um die Vergabe der Winterspiele 2002 nach Salt Lake City aufgeflogen war, führte das Internationale Olympische Komitee (IOC) 1999 ein neues Auswahlverfahren ein, das bedeutend mehr Wert auf die technischen Aspekte einer Kandidatur legt und Korruption unterbinden soll. Seither prüft ein Evaluationsausschuss die einzelnen Bewerbungen und nimmt eine Vorselektion vor.
Andere Kandidatenstädte waren Pyeongchang in Südkorea und Salzburg in Österreich. Bern in der Schweiz zog seine Kandidatur zurück, nachdem sich die Bevölkerung in einem Referendum zu 80 % gegen die Ausrichtung der Spiele ausgesprochen hatte. Zuvor hatte die Evaluationskommission des IOC bereits die Bewerbungen von Andorra la Vella in Andorra, Harbin in der Volksrepublik China, Jaca in Spanien und Sarajevo in Bosnien und Herzegowina, wo bereits die Olympischen Winterspiele 1984 stattfanden, nicht zugelassen. Anlässlich des 115. IOC-Kongresses, der in Prag stattfand, wählten die IOC-Mitglieder Vancouver am 2. Juli 2003 in der zweiten Runde. Bereits im Februar desselben Jahres hatte in Vancouver eine Volksabstimmung stattgefunden; 64 % stimmten damals für die Ausrichtung Olympischer Spiele.
| Vancouver   | Kanada     | 40 | 56 |
| Pyeongchang | Südkorea   | 51 | 53 |
| Salzburg    | Österreich | 16 | –  |

## Logo, Maskottchen und Motto
Das 2005 entworfene Logo der Spiele stellt einen Inuksuk dar und trägt den Namen Ilaanaq (Inuktitut für „Freund“). Ein ähnlicher Inuksuk befindet sich seit der Expo 86 am Strand von English Bay in Vancouver.
Die offiziellen Maskottchen heißen Miga (ein mythischer Seebär, teils Orca, teils Kermodebär), Quatchi (ein Bigfoot) und Sumi (ein Fabelwesen mit den Flügeln eines Donnervogels (englisch: thunderbird) und den Beinen eines Schwarzbären). Als zusätzlicher Werbeträger kommt Mukmuk (Vancouver-Murmeltier) als Plüschtier in den Verkauf. Die Maskottchen sind traditionellen Kreaturen der First Nations nachempfunden.
Das Motto dieser Olympischen Winterspiele thematisiert die offizielle Zweisprachigkeit Kanadas. Es wurden zwei Auszüge aus der kanadischen Nationalhymne O Canada gewählt: Das englischsprachige Motto lautet „With glowing hearts“ (deutsch: „Mit glühenden Herzen“) und das französischsprachige Motto „Des plus brillants exploits“ (deutsch: „Außergewöhnlichste Leistungen“).

## Fackellauf

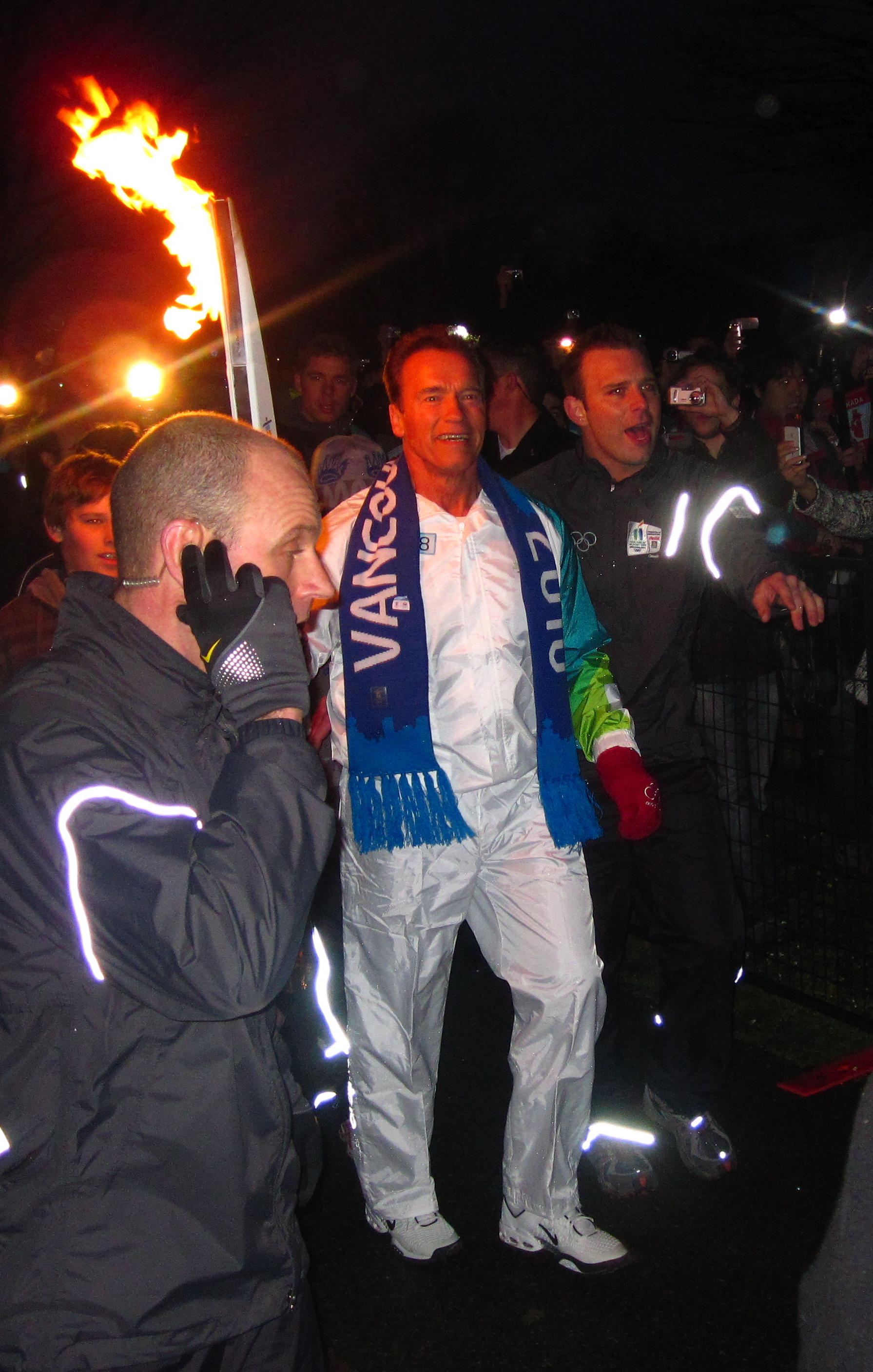
Arnold Schwarzenegger trug die Fackel am 12. Februar 2010 in Vancouver

Nach der Entzündung der olympischen Flamme am 22. Oktober 2009 in Olympia begann der Fackellauf am 30. Oktober 2009 von der Provinzhauptstadt Victoria auf Vancouver Island aus durch ganz Kanada. Sie legte dabei 45.000 Kilometer zurück. Zuerst ging es in nördlicher Richtung durch die drei Territorien in der kanadischen Arktis. Bei der Inselgruppe Haida Gwai wurde sie von den Haida in einem traditionellen Kanu transportiert. Den nördlichsten Ort im Yukon erreichte die Fackel am 4. November in Old Crow, als sie mit einer Boeing 737 eingeflogen wurde. Ab St. John’s (Neufundland) wurden die zehn Provinzen in Ost-West-Richtung durchquert. Dabei wurden 118 traditionelle Gebiete der First Nations (Indianer) durchquert. Die Ankunft in Vancouver erfolgte am 11. Februar 2010.
Es wurde mit rund 12.000 Fackelträgern gerechnet, die zu Fuß, auf Hundeschlitten, auf Schneemobilen, zu Pferd, in Flugzeugen und mit anderen Fortbewegungsmitteln unterwegs waren. Allerdings musste die Route aufgrund von Protesten in Reservaten der Irokesen, genauer der Oneida of the Thames bei London, geändert werden. Andere Gruppen entschieden sich, Olympische Spiele und Kritik an der Indianerpolitik ihrer jeweiligen Provinz nicht zu vermischen, sondern feierten, wie die Aamjiwnaang First Nation in Ontario, die Ankunft der Fackel.

## Wettkampfstätten

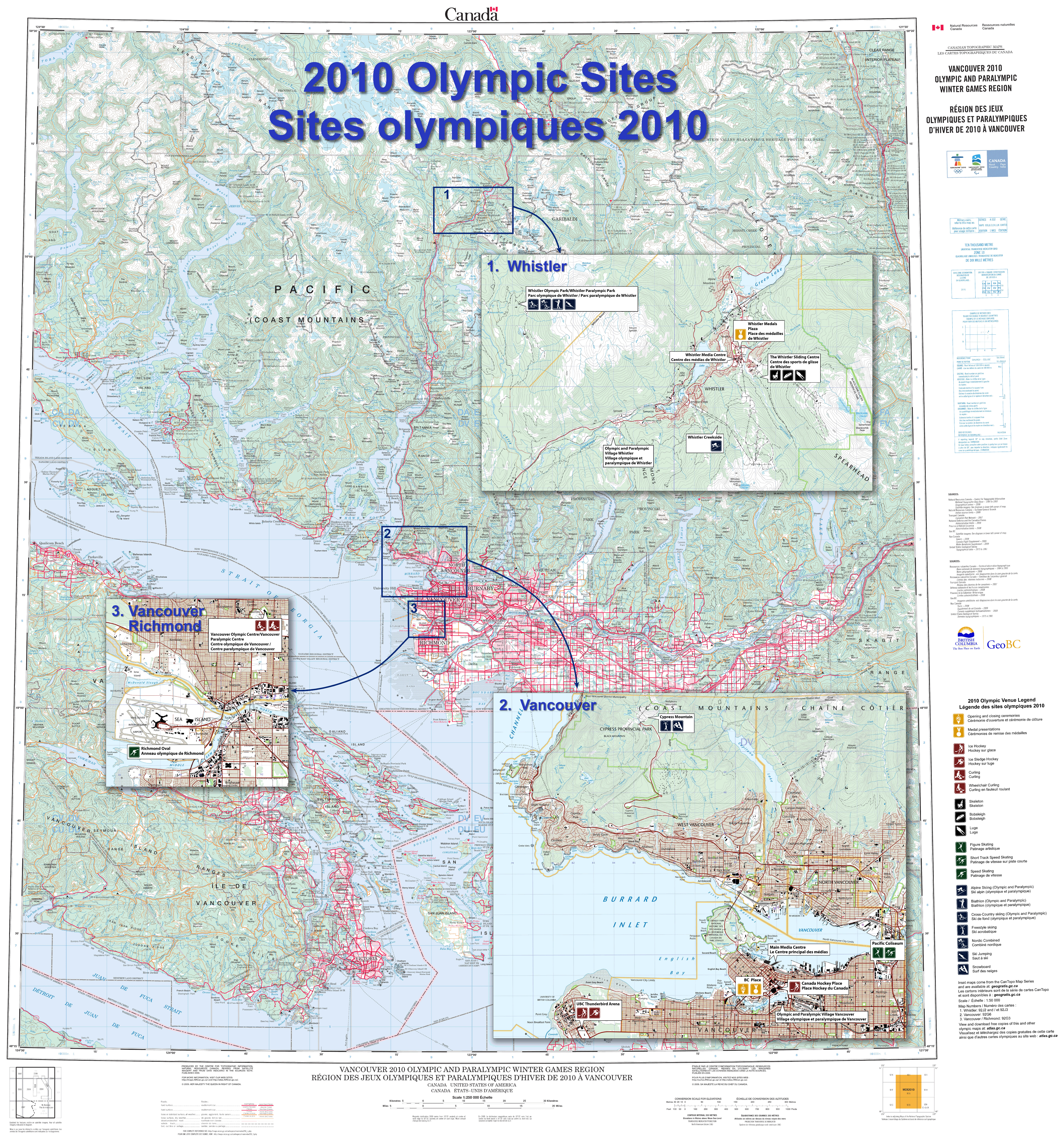
Karte der Wettkampfstätten

Im Austragungsort selbst wurden die Wettbewerbe in den Sportarten Eishockey, Shorttrack, Curling und Eiskunstlauf in insgesamt vier Hallen ausgetragen. Im südlich angrenzenden Vorort Richmond fanden die Wettbewerbe der Eisschnellläufer, im 20 Kilometer entfernten West Vancouver jene der Ski-Freestyler und Snowboarder statt. Im 125 Kilometer von Vancouver entfernten Whistler wurden die alpinen und nordischen Skiwettbewerbe ausgetragen, ebenso die Wettbewerbe in den Sportarten Biathlon, Bob, Rodeln und Skeleton.

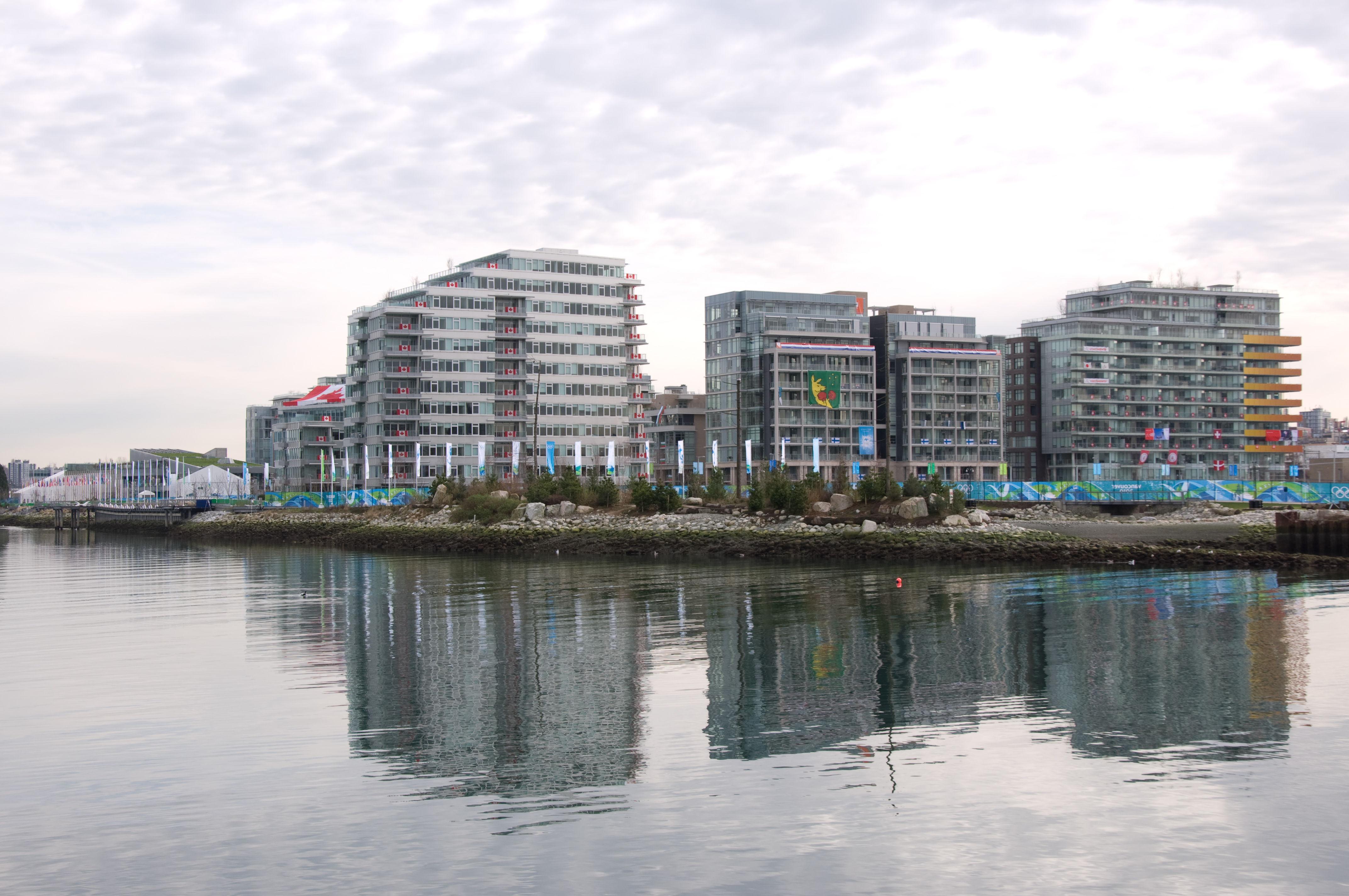
Das olympische Dorf in Vancouver

Es gab zwei olympische Dörfer, am False Creek lag das olympische Dorf in Vancouver und das andere in Whistler. Medienzentrum war das Vancouver Convention & Exhibition Centre. Das überdachte BC Place Stadium war Austragungsort der Eröffnungs- und der Schlussfeier, womit diese Zeremonien erstmals überhaupt nicht unter freiem Himmel stattfanden.

### Vancouver
- BC Place Stadium – Eröffnungs- und Schlussfeier, Siegerehrungen
- Canada Hockey Place – Eishockey
- Pacific Coliseum – Eiskunstlauf, Shorttrack
- Hillcrest Park – Curling
- UBC Thunderbird Arena – Eishockey

### Richmond
- Richmond Olympic Oval – Eisschnelllauf

### West Vancouver
- Cypress Mountain – Freestyle-Skiing, Snowboard

### Whistler
- Whistler Creekside – Ski Alpin
- Callaghan Valley:
  - Whistler Olympic Park – Biathlon, Skilanglauf, Nordische Kombination
  - Whistler Olympic Park Ski Jumps – Skispringen, Nordische Kombination
- Whistler Sliding Centre – Bob, Rodeln, Skeleton

## Teilnehmer

Die an den Winterspielen 2010 teilnehmenden Staaten sind grün gekennzeichnet

Es haben sich Athleten aus 82 Nationen für die Olympischen Winterspiele in Vancouver qualifiziert. Damit waren zwei Nationen mehr vertreten als noch bei den vorigen Winterspielen in Turin.
| Europa (1825 Athleten aus 47 Nationen) | Europa (1825 Athleten aus 47 Nationen) | Europa (1825 Athleten aus 47 Nationen) |
| --- | --- | --- |
| - Albanien (1) - Andorra (6) - Armenien (4) - Aserbaidschan (2) - Belarus (50) - Belgien (9) - Bosnien und Herzegowina (5) - Bulgarien (19) - Dänemark (18) - Deutschland (153) - Estland (30) - Finnland (95) - Frankreich (108) - Georgien (8) - Griechenland (7) - Großbritannien (52) | - Irland (6) - Island (4) - Israel (3) - Italien (109) - Kroatien (18) - Lettland (59) - Liechtenstein (6) - Litauen (8) - Mazedonien (4) - Moldau (7) - Monaco (6) - Montenegro* (1) - Niederlande (34) - Norwegen (99) - Österreich (81) - Polen (50) | - Portugal (1) - Rumänien (29) - Russland (177) - San Marino (1) - Schweden (106) - Schweiz (146) - Serbien* (10) - Slowakei (73) - Slowenien (50) - Spanien (18) - Tschechien (92) - Türkei (5) - Ukraine (47) - Ungarn (16) - Zypern (2) |
| Amerika (447 Athleten aus 11 Nationen) | | |
| - Argentinien (7) - Bermuda (1) - Brasilien (5) - Cayman Islands (1) | - Chile (3) - Jamaika (1) - Kanada (206) - Kolumbien* (1) | - Mexiko (1) - Peru* (3) - Vereinigte Staaten (215) |
| Asien (293 Athleten aus 16 Nationen) | | |
| - China, Volksrepublik (90) - Chinesisch Taipeh (1) - Hongkong (China) (1) - Indien (3) - Iran (4) - Japan (94) | - Kasachstan (38) - Kirgisistan (2) - Korea, DVR (2) - Korea, Republik (46) - Libanon (3) - Mongolei (2) | - Nepal (2) - Pakistan* (1) - Tadschikistan (1) - Usbekistan (3) |
| Ozeanien (56 Athleten aus 2 Nationen) | | |
| - Australien (40) | - Neuseeland (16) | |
| Afrika (7 Athleten aus 6 Nationen) | | |
| - Algerien (1) - Äthiopien (1) | - Ghana* (1) - Marokko (1) | - Senegal (1) - Südafrika (2) |
| (Anzahl der Athleten) * erstmalige Teilnahme an Winterspielen | | |

## Zeremonien

### Eröffnungsfeier

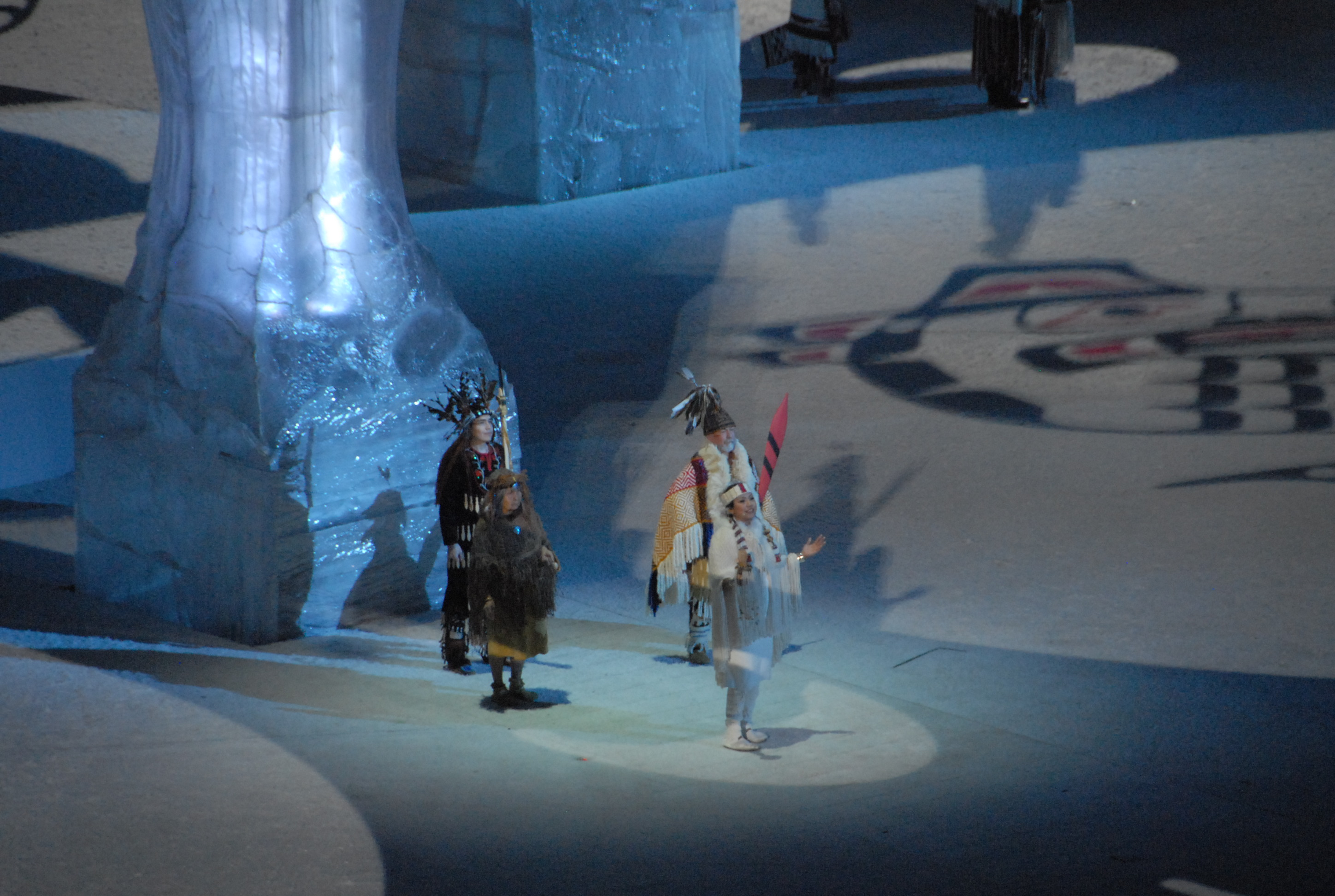
Empfang durch die vier First Nations

Die Eröffnungsfeier der XXI. Olympischen Winterspiele fand am Abend des 12. Februar 2010 im überdachten BC Place Stadium in Vancouver statt. Produzent und künstlerischer Direktor der Eröffnungsfeier war der Australier David Atkins, der schon die Eröffnungs- und Abschlussfeier der Olympischen Sommerspiele 2000 in Sydney und die Eröffnungs- und Abschlusszeremonie der 15. Asian Games 2006 in Doha mit seiner Firma David Atkins Enterprise (DAE) verantwortet hatte.
Vor Beginn verkündete die Hallensprecherin, dass die Feier im Gedenken an den wenige Stunden zuvor tödlich verunglückten Rennrodler Nodar Kumaritaschwili aus Georgien stünde. Es folgte ein Einspielfilm, in dem ein Snowboarder aus den Bergen nahe Vancouver hinunter Richtung Stadt fährt. Am Ende springt der Snowboarder durch die olympischen Ringe in der Halle. Daran schloss sich die Begrüßung des IOC-Präsidenten Jacques Rogge und der Generalgouverneurin Michaëlle Jean sowie der Einzug der kanadischen Fahne in das Stadion an. Die Flagge wurde gehisst, während die Sängerin Nikki Yanofsky die kanadische Nationalhymne sang. Es folgte der Einzug der Chiefs der vier an der Austragung der Spiele beteiligten First Nations in die Halle. Vier Willkommens-Totems erschienen in der Mitte der Halle, um die herum indianische Tänze und Gesänge dargeboten wurden, die an traditionelle Feste bei großen Zusammenkünften erinnerten (Potlatch). Dabei sprachen die vier Gastgebernationen Squamish, Musqueam, Lil’wat und Tsleil-Waututh Begrüßungsworte in ihren Sprachen. Die ersten beiden Stämme repräsentierten dabei die Kultur der Küsten-Salish und ihre Geschichte, eine von Fischerei und monumentalen Schnitzwerken geprägte Kultur der Pazifischen Nordwestküste, die letzteren die der Binnen-Salish, die stärker von Jagd und Reiternomadismus geprägt ist.

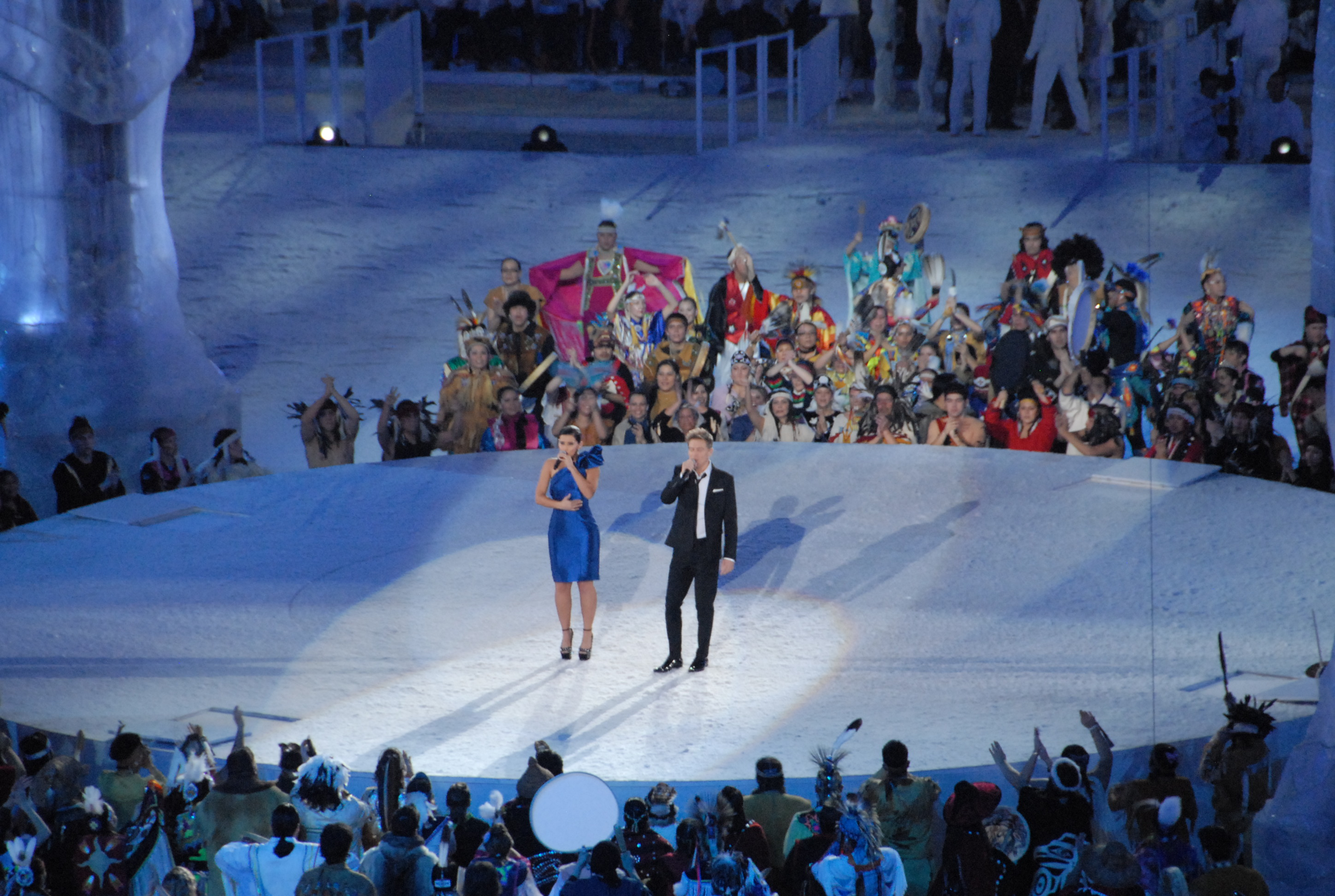
Nelly Furtado und Bryan Adams

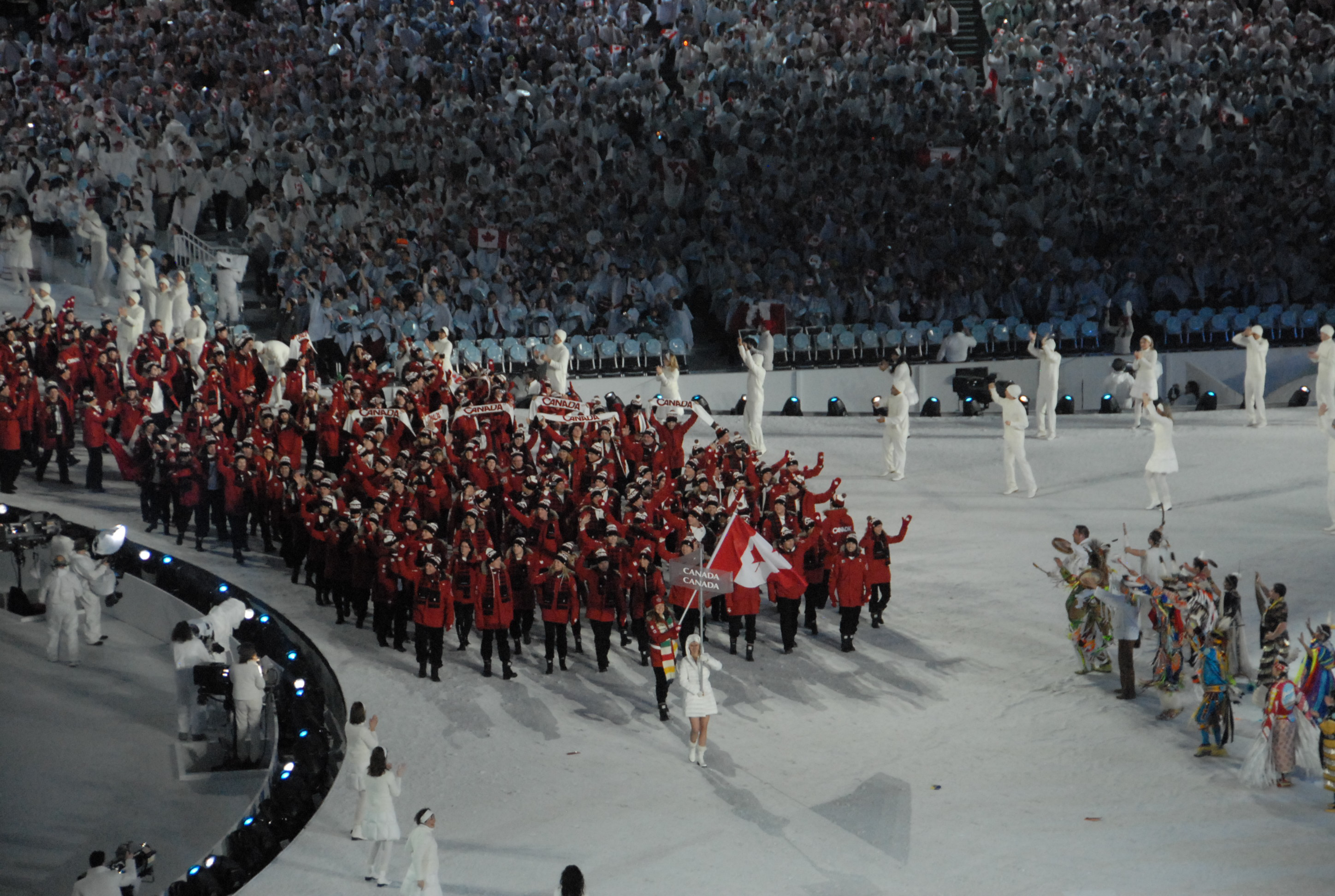
Einmarsch der kanadischen Sportler

Es folgte der Einmarsch der teilnehmenden Nationen, der früher als gewöhnlich stattfand. Traditionell eröffnete die griechische Mannschaft diesen Programmpunkt. Als die georgischen Sportler die Halle betraten, erhoben sich die Zuschauer, um ihre Trauer und Anteilnahme zu zeigen. Fahnenträger der deutschen Mannschaft war Bobpilot André Lange, für Österreich waren es Andreas und Wolfgang Linger (es war ein Wunsch von Andreas Linger gewesen, dass diese Ehre auch seinem Partner, mit dem er in Turin zur Goldmedaille gefahren war, zuteilwird), für die Schweiz war es Eiskunstläufer Stéphane Lambiel und für das Gastgeberland Clara Hughes. Nach dem Einmarsch sangen Bryan Adams und Nelly Furtado gemeinsam Bang the Drum, woran sich die Zuschauer mit dem Schlagen von Trommeln beteiligten. Es folgte ein unter dem Leitmotiv landscape of a dream stehender Showteil, der stark von der indianischen Vergangenheit und Geschichte Kanadas geprägt war. Dargestellt wurden unter anderem ein schwebender Kermodebär, die von den Indianern verehrten Sternbilder der vier Himmelsrichtungen sowie die Meeresfauna mit insbesondere den Walen und Lachsen. Zu einem Lied von Sarah McLachlan trat das Alberta Ballet auf. Ein weiterer musikalischer Beitrag beinhaltete Violinenspiel und Stepptanz während des Indian Summers in Ostkanada. Der kanadische Schauspieler Donald Sutherland zitierte anschließend aus „Who Has Seen the Wind“, einem Roman von W.O. Mitchell, der von einem Jungen, der kanadischen Prärie und dem Wind erzählt. Zum Song „Both Sides, Now“ von Joni Mitchell schwebte Thomas Saulgrain, ein Ensemblemitglied der nationalen Zirkusschule Montreal, über die symbolisierte Prärie. Eine Darstellung der Rocky Mountains schloss sich an: An den nachempfundenen Bergen, auf die Sportbilder projiziert wurden, schwebten Darsteller entlang, die die olympischen Wintersportarten imitierten. Das Ende des Showteils markierte ein Slam-Poet, der den Charakter Kanadas einzufangen versuchte.
Zu Beginn des offiziellen Teils der Eröffnungsveranstaltung sprachen der IOC-Präsident und der Präsident des Organisationskomitees, John Furlong, ihr Beileid und ihre Trauer über den Tod des georgischen Rennrodlers aus. Dann folgte Furlongs Eröffnungsansprache, in der er die Sportler willkommen hieß, deren Vorbildcharakter und den Rückhalt der Spiele in Kanada beschwor. Jacques Rogge dankte in seiner Ansprache Kanada, den Four Nations und allen Verantwortlichen sowie Freiwilligen und mahnte die Einhaltung der olympischen Waffenruhe an. Zudem erinnerte er die Sportler an die olympischen Werte. Dann erklärte die Generalgouverneurin Kanadas die Olympischen Winterspiele von Vancouver für eröffnet.

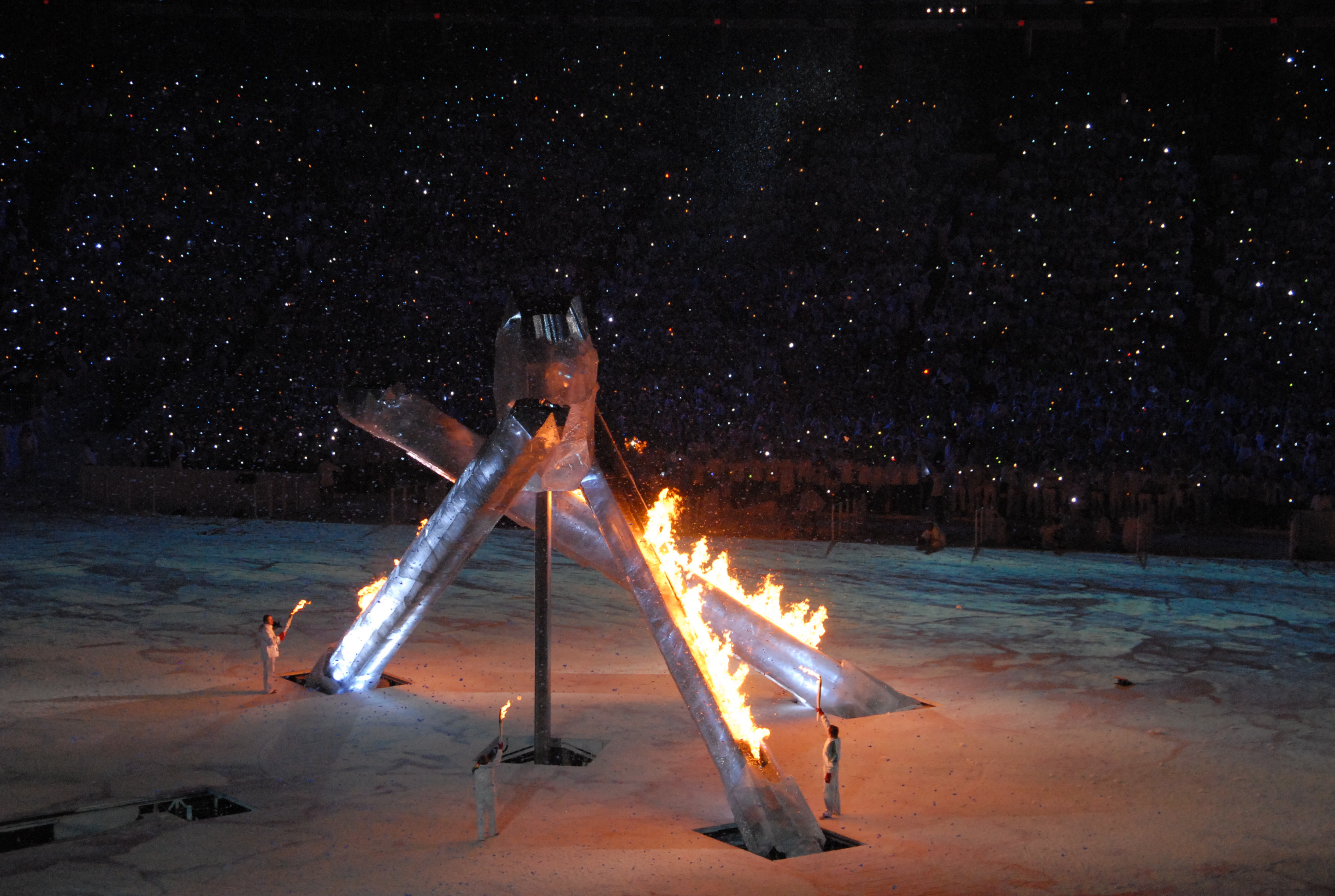
Entzünden des olympischen Feuers

Während k.d. lang Leonard Cohens Hallelujah sang, wurden Friedenstauben projiziert, womit ein altes Symbol der Eröffnungsfeiern aufgegriffen wurde. Dann trugen Bobby Orr, Donald Sutherland, Jacques Villeneuve, Barbara Ann Scott, Anne Murray, Roméo Dallaire, Julie Payette und die Mutter des an Krebs verstorbenen Marathonläufers Terry Fox die olympische Fahne in die Halle, die zu den Klängen der von Measha Brueggergosman gesungenen olympischen Hymne gehisst wurde. Daran schloss sich eine Schweigeminute für Kumaritaschwili an. Hayley Wickenheiser sprach den olympischen Eid für die Athleten auf Englisch, Michel Verrault jenen für die Kampfrichter auf Französisch. Anschließend sang Garou das Lied Un peu plus haut, un peu plus loin.
Letzter Programmpunkt war das Entzünden des olympischen Feuers. Der ehemalige Behindertensportler Rick Hansen fuhr die Fackel in die Halle, wo das Feuer an Catriona LeMay Doan, Steve Nash, Nancy Greene und zuletzt Wayne Gretzky übergeben wurde. Als das Feuer entzündet werden sollte, klemmte eine Schachtöffnung, so dass eine der vier die Flammenschale haltenden Stützen nicht ausgefahren werden konnte. Zum Abschluss gab es ein Feuerwerk über der Halle, während Wayne Gretzky seine Fackel in die Stadt trug, wo er eine Kopie der olympischen Feuerschale entzündete.
Produzent und Künstlerischer Direktor der Eröffnungs- und Abschlussfeier war der australische Tänzer und Choreograph David Atkins, der bereits für die Eröffnungs- und Abschlussfeier der Olympischen Sommerspiele 2000 in Sydney verantwortlich gewesen war.

### Schlussfeier
Die Schlussfeier fand am 28. Februar um 17:30 Uhr örtlicher Zeit (Pacific Time; 1. März 2:30 Uhr MEZ) im BC Place Stadium statt. Die olympische Flagge wurde von Gregor Robertson an Bürgermeister Anatolij Pachomow aus Sotschi, Russland, übergeben, wo die XXII. Olympischen Winterspiele 2014 stattfinden werden. Begleitet wurde die Zeremonie u. a. durch Auftritte von William Shatner, Michael J. Fox, Catherine O’Hara, Michael Bublé, Neil Young, Nickelback, Simple Plan, k-os, Marie-Mai, Avril Lavigne, Hedley und Alanis Morissette.

## Wettkampfprogramm
Es wurden 86 Wettbewerbe (46 für Männer, 38 für Frauen und 2 Mixed-Wettbewerbe) in 7 Sportarten/15 Disziplinen ausgetragen. Über die genaue Durchführung des Programms entschied der IOC-Exekutivrat bei seiner Sitzung im November 2006 in Kuwait. Alle in Turin 2006 durchgeführten Wettbewerbe bleiben im Programm der Winterspiele 2010. Zusätzlich wird ein Skicrosswettbewerb im Freestyle-Skisport durchgeführt. Neugestaltet wird das Eishockeyturnier der Herren. In drei Gruppen mit jeweils vier Nationalteams werden drei Gruppensieger und ein bester Gruppenzweiter ermittelt. Diese Teams sind direkt für das Viertelfinale qualifiziert. Die übrigen acht Mannschaften spielen in einer Viertelfinalqualifikation die vier weiteren Viertelfinalteilnehmer aus. Durch den neuen Modus wird die Anzahl der Spiele von 38 auf 30 reduziert.
Nicht ins Programm aufgenommen wurden Teamwettbewerbe im Rennrodeln, im Bobsport, im Skeleton und im alpinen Skisport, Mixed-Curling sowie Skispringen für Frauen. Insbesondere das Frauenskispringen sorgte für eine Kontroverse. 15 Skispringerinnen, darunter Weltmeisterin Lindsey Van, klagten im April 2009 vor dem Obersten Gerichtshof der Provinz British Columbia gegen das Organisationskomitee VANOC und forderten die Aufnahme ihrer Sportart ins Wettkampfprogramm. Das Gericht kam im Juli 2009 zum Schluss, dass allein das IOC verantwortlich für die Zusammenstellung des Wettkampfprogramms sei, dieses also nicht dem kanadischen Gesetz unterworfen ist. Die Klägerinnen zogen vor den Obersten Gerichtshof Kanadas und machten eine Verletzung des Gleichstellungsartikels in der Kanadischen Charta der Rechte und Freiheiten geltend. Die höchste richterliche Instanz des Landes lehnte jedoch im Dezember 2009 eine Beurteilung des Falles ab. Nachfolgend die Änderungen zu Turin 2006 im Überblick:
- Freestyle-Skiing wurde um Skicross für Männer und Frauen erweitert.
- In der Nordischen Kombination wurden die Wettkämpfe Normalschanze 15 km Gundersen und Großschanze 7,5 km Gundersen auf jeweils 10 km Gundersen verkürzt bzw. verlängert.

### Olympische Sportarten/Disziplinen
- Biathlon Gesamt (10) = Männer (5)/Frauen (5)
- Bobsport
  -  Bob Gesamt (3) = Männer (2)/Frauen (1)
  -  Skeleton Gesamt (2) = Männer (1)/Frauen (1)
- Curling Gesamt (2) = Männer (1)/Frauen (1)
- Eishockey Gesamt (2) = Männer (1)/Frauen (1)
- Eislauf
  -  Eiskunstlauf Gesamt (4) = Männer (1)/Frauen (1)/Mixed (2)
  -  Eisschnelllauf Gesamt (12) = Männer (6)/Frauen (6)
  -  Shorttrack Gesamt (8) = Männer (4)/Frauen (4)
- Rennrodeln Gesamt (3) = Männer (2)/Frauen (1)
- Skisport
  -  Freestyle-Skiing Gesamt (6) = Männer (3)/Frauen (3)
  -  Ski Alpin Gesamt (10) = Männer (5)/Frauen (5)
  - Ski Nordisch
    -  Nordische Kombination Gesamt (3) = Männer (3)
    -  Skilanglauf Gesamt (12) = Männer (6)/Frauen (6)
    -  Skispringen Gesamt (3) = Männer (3)

  -  Snowboard Gesamt (6) = Männer (3)/Frauen (3)

Anzahl der Wettkämpfe in Klammern

### Zeitplan
| Zeitplan        | Zeitplan         | Zeitplan              | Zeitplan | Zeitplan | Zeitplan | Zeitplan | Zeitplan | Zeitplan | Zeitplan | Zeitplan | Zeitplan | Zeitplan | Zeitplan | Zeitplan | Zeitplan | Zeitplan | Zeitplan | Zeitplan | Zeitplan | Zeitplan           |
| Disziplin       | Disziplin        | Disziplin             | Fr. 12.  | Sa. 13.  | So. 14.  | Mo. 15.  | Di. 16.  | Mi. 17.  | Do. 18.  | Fr. 19.  | Sa. 20.  | So. 21.  | Mo. 22.  | Di. 23.  | Mi. 24.  | Do. 25.  | Fr. 26.  | Sa. 27.  | So. 28.  | Ent- schei- dungen |
| Disziplin       | Disziplin        | Disziplin             | Februar  | Februar  | Februar  | Februar  | Februar  | Februar  | Februar  | Februar  | Februar  | Februar  | Februar  | Februar  | Februar  | Februar  | Februar  | Februar  | Februar  | Ent- schei- dungen |
| --------------- | ---------------- | --------------------- | -------- | -------- | -------- | -------- | -------- | -------- | -------- | -------- | -------- | -------- | -------- | -------- | -------- | -------- | -------- | -------- | -------- | ------------------ |
| Eröffnungsfeier |                  |                       |          |          |          |          |          |          |          |          |          |          |          |          |          |          |          |          |          |                    |
| Biathlon        | Biathlon         | Biathlon              |          | 1        | 1        |          | 2        |          | 2        |          |          | 2        |          | 1        |          |          | 1        |          |          | 10                 |
| Bob- sport      | Bob              | Bob                   |          |          |          |          |          |          |          |          |          | 1        |          |          | 1        |          |          | 1        |          | 3                  |
| Bob- sport      | Skeleton         | Skeleton              |          |          |          |          |          |          |          | 2        |          |          |          |          |          |          |          |          |          | 2                  |
| Curling         | Curling          | Curling               |          |          |          |          |          |          |          |          |          |          |          |          |          |          | 1        | 1        |          | 2                  |
| Eishockey       | Eishockey        | Eishockey             |          |          |          |          |          |          |          |          |          |          |          |          |          | 1        |          |          | 1        | 2                  |
| Eislauf         | Eiskunstlauf     | Eiskunstlauf          |          |          |          | 1        |          |          | 1        |          |          |          | 1        |          |          | 1        |          |          |          | 4                  |
| Eislauf         | Eisschnelllauf   | Eisschnelllauf        |          | 1        | 1        | 1        | 1        | 1        | 1        |          | 1        | 1        |          | 1        | 1        |          |          | 2        |          | 12                 |
| Eislauf         | Shorttrack       | Shorttrack            |          | 1        |          |          |          | 1        |          |          | 2        |          |          |          | 1        |          | 3        |          |          | 8                  |
| Rennrodeln      | Rennrodeln       | Rennrodeln            |          |          | 1        |          | 1        | 1        |          |          |          |          |          |          |          |          |          |          |          | 3                  |
| Skisport        | Freestyle-Skiing | Freestyle-Skiing      |          | 1        | 1        |          |          |          |          |          |          | 1        |          | 1        | 1        | 1        |          |          |          | 6                  |
| Skisport        | Ski Alpin        | Ski Alpin             |          |          |          | 1        |          | 1        | 1        | 1        | 1        | 1        |          | 1        |          | 1        | 1        | 1        |          | 10                 |
| Skisport        | Ski Nordisch     | Nordische Kombination |          |          | 1        |          |          |          |          |          |          |          |          | 1        |          | 1        |          |          |          | 3                  |
| Skisport        | Ski Nordisch     | Skilanglauf           |          |          |          | 2        |          | 2        |          | 1        | 1        |          | 2        |          | 1        | 1        |          | 1        | 1        | 12                 |
| Skisport        | Ski Nordisch     | Skispringen           |          | 1        |          |          |          |          |          |          | 1        |          | 1        |          |          |          |          |          |          | 3                  |
| Skisport        | Snowboard        | Snowboard             |          |          |          | 1        | 1        | 1        | 1        |          |          |          |          |          |          |          | 1        | 1        |          | 6                  |
| Schlussfeier    |                  |                       |          |          |          |          |          |          |          |          |          |          |          |          |          |          |          |          |          |                    |
| Entscheidungen  | Entscheidungen   | Entscheidungen        |          | 5        | 5        | 6        | 5        | 7        | 6        | 4        | 6        | 6        | 4        | 5        | 5        | 6        | 7        | 7        | 2        | 84                 |
|                 |                  |                       | Fr. 12.  | Sa. 13.  | So. 14.  | Mo. 15.  | Di. 16.  | Mi. 17.  | Do. 18.  | Fr. 19.  | Sa. 20.  | So. 21.  | Mo. 22.  | Di. 23.  | Mi. 24.  | Do. 25.  | Fr. 26.  | Sa. 27.  | So. 28.  |                    |
| Februar         |                  |                       |          |          |          |          |          |          |          |          |          |          |          |          |          |          |          |          |          |                    |

Farblegende

## Wettbewerbe

### Biathlon
Beim ersten Wettbewerb dieser Spiele, dem 7,5-Kilometer-Sprint der Frauen, eroberte die Slowakin Anastasiya Kuzmina die erste Goldmedaille für ihr Land bei Winterspielen. Sie und die zweitplatzierte deutsche Läuferin Magdalena Neuner wiesen je einen Schießfehler auf, im Gegensatz zu ihren Konkurrentinnen auf den Plätzen drei bis neun, die alle fehlerfrei ins Ziel kamen.
Bei den Herren gewann einen Tag später im 10-Kilometer-Sprint der Franzose Vincent Jay vor dem Norweger Emil Hegle Svendsen und dem Kroaten Jakov Fak. Der Wettbewerb wurde durch einen Schneeregenschauer in der Mitte des Wettbewerbs beeinträchtigt, wodurch die ersten Starter bevorteilt waren. Bester Österreicher wurde Simon Eder auf Rang 11, bester Schweizer Thomas Frei auf Rang 13 und bester Deutscher wurde Christoph Stephan auf Rang 19, noch hinter Ole Einar Bjørndalen, der auf Rang 17 landete.
In der Verfolgung der Damen über 10 Kilometer am 16. Februar 2010 gewann die Deutsche Magdalena Neuner die Goldmedaille vor der Slowakin Anastasiya Kuzmina und der Französin Marie-Laure Brunet.
Die Herrenverfolgung (12,5 km) am selben Tag gewann der Schwede Björn Ferry vor dem Österreicher Christoph Sumann und dem Franzosen Vincent Jay.
Im Massenstart der Frauen über 12,5 Kilometer gewann Magdalena Neuner erneut Gold. Silber und Bronze gingen an die Russin Olga Saizewa und Simone Hauswald aus Deutschland.
Im Massenstartrennen der Herren über 15 Kilometer siegte der Russe Jewgeni Ustjugow mit null Fehlern vor Martin Fourcade aus Frankreich, der drei Fehler schoss, und dem Slowaken Pavol Hurajt, der ebenfalls fehlerfrei blieb. Damit konnten die DSV-Vertreter überraschend in keinem Bewerb eine Olympiamedaille erringen.
Die Goldmedaille der Damenstaffel über 4-mal 6 Kilometer gewann das Team aus Russland mit Swetlana Slepzowa, Anna Bogali-Titowez, Olga Medwedzewa und Olga Saizewa. Silber ging an die Französinnen Marie-Laure Brunet, Sylvie Becaert, Marie Dorin und Sandrine Bailly. Dies gelang trotz zweier Strafrunden. Bronze holte sich das deutsche Team mit Kati Wilhelm, Simone Hauswald, Martina Beck und Andrea Henkel.

### Bobsport
Sowohl im Training als auch im Wettbewerb ereigneten sich viele Stürze auch erfahrener und favorisierter Bobteams. Einige Bobteams verzichteten nach Trainingsstürzen im Zweierbobwettbewerb der Männer aufgrund der erlittenen Verletzungen von Piloten und Anschiebern gezwungenermaßen auf einen Start im Wettbewerb. Andere Bobteams zogen sich aufgrund des Sturz- und Verletzungsrisikos vom Wettbewerb zurück.
Im Zweierbob gab es einen deutschen Doppelsieg, wobei Pilot André Lange sein Olympiagold von 2006 verteidigte (er fuhr bis auf den ersten Lauf in jedem Durchgang Bestzeit). Der Schlitten des Österreichers Wolfgang Stampfer wurde schon nach dem ersten Lauf wegen Übergewichts disqualifiziert. Grund dafür war, dass Stammanschieber Martin Lachkovics kurzfristig verletzungsbedingt passen musste und Ersatzmann Jürgen Mayer deutlich schwerer als Lachkovics ist.
Im Viererbob gewann USA 1 (Pilot Steven Holcomb) vor Deutschland 1 (Lange) und Kanada 1 (Lyndon Rush). Es war dies das erste olympische US-Viererbobgold seit 62 Jahren (1948 in St. Moritz hat USA II mit Francis Tyler, Patrick Martin, Edward Rimkus und William D’Amico gewonnen). – Lange eroberte im letzten der vier Läufe noch Silber mit 1/100 Vorsprung vor den Kanadiern. Für Ausnahmepilot Lange war es zum Abschluss seiner Erfolgskarriere seine fünfte Olympiamedaille. – Österreichs Viererbob mit Wolfgang Stampfer, Johannes Wipplinger, Jürgen Mayer und Christian Hackl stürzte schon im ersten Lauf (lag auf Rang 24 mit 2,75 Sekunden Rückstand auf USA 1) und trat im zweiten nicht mehr an.

### Curling
Kanada kam im Männer- und im Frauenwettbewerb ins Finale. Bei den Männern siegte Kanada mit 6:3 gegen Norwegen. Bronze gewann die Schweiz mit 5:4 gegen Schweden. Bei den Frauen unterlag Kanada Schweden knapp mit 6:7 und musste sich mit Silber begnügen. Bronze errang China mit 12:6 gegen die Schweiz.

### Eishockey
Kanada erreichte im Männer- und im Frauenwettbewerb das Finale und gewann am 28. Februar im Männerwettbewerb gegen die USA nach Verlängerung 3:2 (1:0, 1:1, 0:1 – 1:0), nachdem es im zweiten Drittel bereits 2:0 geführt hatte und 25 Sekunden vor Ende der regulären Spielzeit den Ausgleich hinnehmen musste. Zwei Tage zuvor hatten die kanadischen Frauen ebenfalls gegen die USA mit 2:0 gesiegt. Finnland siegte gegen die Slowakei mit 5:3 (1:0, 0:3, 4:0) und sicherte sich die Bronzemedaille.

### Eisschnelllauf
Der erste Wettbewerb der Eisschnellläufer war der 5000-Meter-Lauf der Herren. Gewonnen wurde er von Sven Kramer, der sich gegenüber dem Südkoreaner Lee Seung-hoon und dem Russen Iwan Skobrew durchsetzen konnte. Sven Kraner gewann auch den 10.000-Meter-Lauf überlegen, wurde aber wegen eines falschen Bahnwechsels, den er auf Anweisung seines Trainers Gerard Kemkers nach neun Runden vollzogen hatte, disqualifiziert. Es wäre dies das einhundertste Olympiagold für die Niederlande gewesen. Sieger wurde dadurch Lee vor Skobrew und Bob de Jong.
Im 3000-Meter-Lauf der Frauen gewann die Tschechin Martina Sáblíková vor der Deutschen Stephanie Beckert, Dritte wurde die Kanadierin Kristina Groves vor der Deutschen Daniela Anschütz-Thoms.
Auch im 5000-Meter-Lauf der Frauen siegte die Tschechin Martina Sáblíková vor der Deutschen Stephanie Beckert. Die Bronzemedaille errang die Kanadierin Clara Hughes vor der Deutschen Daniela Anschütz-Thoms. Die Deutsche Katrin Mattscherodt wurde disqualifiziert, weil sie bereits in der zweiten Runde ihres Laufes ein Bahnbegrenzungsklötzchen wegstupste.
Bei den 500 Metern der Herren gewann der Südkoreaner Mo Tae-bum vor den beiden Japanern Keiichirō Nagashima und Jōji Katō. Der Wettbewerb verzögerte sich wegen Problemen mit den Maschinen zur Eisauffrischung um etwa eine Stunde in der Mitte des ersten Laufs.
Bei den 500 Metern der Damen gewann die Südkoreanerin Lee Sang-hwa vor der Deutschen Jenny Wolf und der Chinesin Wang Beixing.
Das Finale der Teamverfolgung der Damen gewann Deutschland vor Japan. Im Kampf um die Bronzemedaille setzten sich die Polinnen gegen die USA durch.

### Freestyle-Skiing
Beim ersten Wettkampf der Freestyle-Skier auf der Buckelpiste setzte sich die US-Amerikanerin Hannah Kearney vor der Kanadierin Jennifer Heil und ihrer Teamkollegin Shannon Bahrke durch. Bei den Herren gewann der Kanadier Alexandre Bilodeau vor seinem für Australien startenden Landsmann Dale Begg-Smith und dem US-Amerikaner Bryon Wilson.

### Rennrodeln
Wenige Stunden vor der Eröffnungsfeier verunglückte Nodar Kumaritaschwili beim Abschlusstraining für das olympische Einzelrennen im Zielbereich, nachdem er in der Thunderbird-Kurve, der letzten der 16 Kurven des Whistler Sliding Centres, ins Schleudern geriet und nach der Kurve aus der Bahn geworfen wurde. Er prallte dabei gegen einen zur Bahn offen stehenden und ungeschützten Stahlträger der Bahnüberdachung. Die letzte Geschwindigkeitsmessung kurz vor der bereits wieder leicht bergan führenden Zielkurve hatte 144 km/h betragen. Trotz sofortiger Reanimationsmaßnahmen der Helfer im Whistler Sliding Centre verstarb Kumaritaschwili auf dem Weg ins Krankenhaus von Whistler. IOC-Vizepräsident Thomas Bach bestätigte den Tod von offizieller Seite.
Bereits vor dem Unfall wurde Kritik an der Planung des Whistler Sliding Centre laut. Unmittelbar danach bezeichneten der deutsche Bob- und Skeletontrainer Raimund Bethge und der Präsident des internationalen Rennrodelverbandes Fédération Internationale de Luge de Course (FIL) Josef Fendt die Bahn als zu schnell. Zur Eröffnungsfeier fand eine Gedenkminute statt.
Kurzfristig wurde von der FIL beschlossen, die Renndistanzen zu verkürzen, um die Geschwindigkeit zu reduzieren, so dass die Herren vom Damenstart begannen, die Damen und die Doppelsitzer vom Juniorenstart.
Das Herrenrennen gewann schließlich Felix Loch vor David Möller (beide Deutschland) und dem italienischen Titelverteidiger Armin Zöggeler. Der 20-jährige Loch wurde jüngster Rodelolympiasieger.
Das Damenrennen gewann die Deutsche Tatjana Hüfner vor der Österreicherin Nina Reithmayer und der Deutschen Natalie Geisenberger.
Mit einem beachtlichen Vorsprung verteidigten die Olympiasieger von 2006 Andreas Linger und Wolfgang Linger ihren Titel im Doppelsitzerrodeln. Auf den Plätzen landeten das Überraschungsduo Andris und Juris Šics aus Lettland vor den Deutschen Patric Leitner/Alexander Resch, die mit diesem Rennen ihre erfolgreiche Karriere beendeten.

### Shorttrack
Der erste Short-Track-Wettbewerb waren die 1500 Meter der Herren, den der Koreaner Lee Jung-su vor den beiden US-Amerikanern Apolo Anton Ohno und John Celski gewann. Auch die 1000-Meter-Konkurrenz ging an Lee Jung-su. Der 23-jährige Lette Haralds Silovs ging als erster Athlet der Olympiageschichte in zwei verschiedenen Sportarten am selben Tag an den Start (siehe Ergebnisübersichten).

### Skeleton

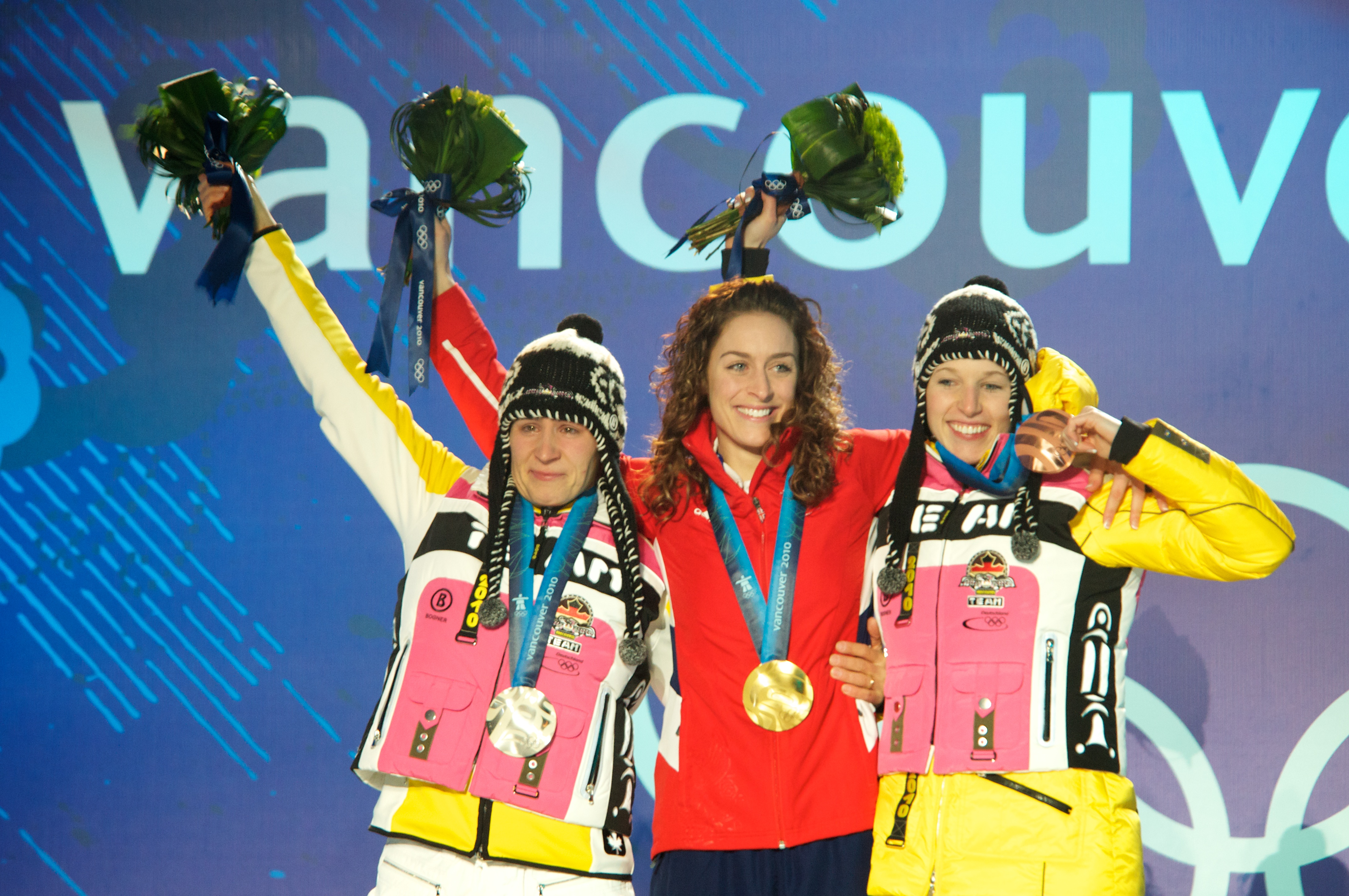
Szymkowiak, Williams und Huber bei der Medaillenübergabe

Die Wettbewerbe im Skeleton fanden am 18. und 19. Februar statt, wobei sowohl Damen als auch Herren ihre ersten beiden Läufe am 18. und die abschließenden Läufe drei und vier am 19. Februar durchführten.
Im Wettbewerb der Damen gewann die Britin Amy Williams souverän die Goldmedaille vor den beiden Deutschen Starterinnen Kerstin Szymkowiak und Anja Huber. Dies waren die ersten olympischen Skeletonmedaillen für Deutschland überhaupt.
Bei den Herren setzte sich der Kanadier Jon Montgomery vor heimischem Publikum mit sieben Hundertstelsekunden vor dem Letten Martins Dukurs an die Spitze des Feldes. Bronze gewann der Russe Alexander Tretjakow.

### Ski Alpin
Aufgrund der Witterungsbedingungen wurden diverse alpine Skirennen verschoben. Zwei Tage nach dem geplanten Termin wurde die Abfahrt der Herren ausgetragen. Olympiasieger wurde der Schweizer Didier Défago vor dem Norweger Aksel Lund Svindal und dem Amerikaner Bode Miller.
Auch beim Abfahrtslauf der Damen kam es wetterbedingt zu einer Verschiebung und es konnte nur ein Trainingslauf durchgeführt werden. Dieser wurde zudem in zwei Etappen aufgeteilt, zuerst der obere Streckenabschnitt, dann der untere, weil das gleichzeitig stattfindende Herrenrennen im selben Zielstadion endete. Beim Rennen kamen auf der anspruchsvollen Piste mehrere Läuferinnen schwer zu Sturz. Es gewann die Favoritin Lindsey Vonn vor Julia Mancuso, beide USA. Die Österreicherin Elisabeth Görgl eroberte, wie ihre Mutter Traudl Hecher 50 Jahre zuvor, die Bronzemedaille.
Erstmals bei Olympischen Spielen wurde nach den Regeln der Super-Kombination gefahren, bei der, entgegen dem bisherigen Modus der Kombination, nach dem Abfahrtslauf nur ein Slalomdurchgang stattfindet. Es siegte die Deutsche Maria Riesch, die damit ihre erste olympische Medaille gewann, vor der US-Amerikanerin Julia Mancuso. Dritte wurde die Schwedin Anja Pärson, die am Vortag in der Spezialabfahrt schwer gestürzt war. Lindsey Vonn, die Schnellste des Abfahrtslaufs, schied nach einem „Einfädler“ im Slalom aus.
Der Super-G der Herren war von vielen Ausfällen und einem schweren Sturz des „alten Schweden“ Patrik Järbyn geprägt. Nach Silber in der Abfahrt holte der Norweger Aksel Lund Svindal Gold vor Bode Miller, USA. Für eine Überraschung sorgte der US-Amerikaner Andrew Weibrecht mit Bronze – er stand bisher noch nie auf einem Weltcup-Podest.
Nachdem der Österreichische Skiverband eine schwere Niederlage im Herren-Super-G erlitten hatte, holte Andrea Fischbacher bei den Damen das erste Skigold für die Österreicher. Die Slowenin Tina Maze gewann mit Silber ihre erste, Lindsey Vonn mit Bronze ihre zweite Olympiamedaille.

### Skilanglauf
Die ersten Medaillen im Langlauf wurden bei den 10 Kilometer Freistil der Damen vergeben. Gold gewann die Schwedin Charlotte Kalla vor der Estin Kristina Šmigun-Vähi und der Norwegerin Marit Bjørgen.
Im ersten Langlaufwettbewerb der Herren – 15 Kilometer Freistil – holte der Schweizer Dario Cologna Gold. Er verwies den Italiener Pietro Piller Cottrer und den Tschechen Lukáš Bauer auf die Plätze zwei und drei.

### Nordische Kombination
Nach dem ersten Wettbewerb der Nordischen Kombination wurde der Medaillenspiegel dieser Disziplin um zwei Länder erweitert. Hinter dem Sieger, dem im Weltcup führenden Franzosen Jason Lamy Chappuis, liefen Johnny Spillane (USA) und Alessandro Pittin (Italien) über die Ziellinie und eroberten dadurch für ihre Länder die ersten Medaillen überhaupt in einem olympischen Wettbewerb in der Nordischen Kombination.
Im Teambewerb führte nach dem Springen die Mannschaft aus Finnland mit Janne Ryynänen, Jaakko Tallus, Hannu Manninen und Anssi Koivuranta vor den USA mit Brett Camerota, Todd Lodwick, Johnny Spillane und Bill Demong. Die Mannschaft aus Österreich mit Bernhard Gruber, David Kreiner, Felix Gottwald und Mario Stecher lag dahinter auf dem dritten Platz. Das deutsche Team, bestehend aus Johannes Rydzek, Tino Edelmann, Eric Frenzel und Björn Kircheisen, belegte den sechsten Zwischenrang, die Schweiz den neunten. Im Langlaufbewerb lieferten sich die Österreicher lange Zeit einen Zweikampf mit den US-Amerikanern. Ein paar hundert Meter vor dem Ziel konnte sich der österreichische Schlussläufer Mario Stecher aber von seinem Kontrahenten Bill Demong lösen und sicherte so den Österreichern (etwas unerwartet) die zweite olympische Goldmedaille im Teambewerb nach Turin 2006 vor den zweitplatzierten US-Amerikanern. Das Team aus Deutschland belegte den dritten Endrang, die Schweiz verteidigte ihren neunten Platz gegenüber Italien.
Die zweite Einzelentscheidung brachte einen US-Doppelsieg von Demong vor Spillane; Gruber brachte es zu Bronze.

## Herausragende Sportler
Der erfolgreichste Teilnehmer der Spiele von Vancouver ist die norwegische Skilangläuferin Marit Bjørgen mit dreimal Gold und je einmal Silber und Bronze. Dahinter folgen die chinesische Shorttrack-Läuferin Wang Meng mit drei Goldmedaillen und der norwegische Langläufer Petter Northug mit zwei Gold- sowie je einer Silber- und Bronzemedaille. Erfolgreichster deutscher Teilnehmer ist die Biathletin Magdalena Neuner mit zwei Goldmedaillen und einer Silbermedaille, bester Österreicher ist Skispringer Gregor Schlierenzauer mit einmal Gold und zweimal Bronze und der erfolgreichste Schweizer mit zwei Goldmedaillen ist Simon Ammann, ebenfalls Skispringer.
Simon Ammann ist weiterhin der erste Skispringer, der vierfacher Olympiasieger in Einzelwettbewerben wurde; er gewann die Springen von der Normal- und der Großschanze und wiederholte damit seinen Doppelerfolg von 2002. Der Deutsche André Lange wurde mit seinem Sieg im Zweierbob – seiner vierten Goldmedaille seit 2002 – der erfolgreichste Bobpilot der olympischen Geschichte. Gemeinsam mit seinem Anschieber Kevin Kuske gewann er damit Gold bei drei Winterspielen in Folge.
Der lettische Eisschnellläufer Haralds Silovs war der erste Sportler bei Olympischen Spielen, der an einem Tag in zwei verschiedenen Sportarten an den Start ging. Am 13. Februar nahm er nur wenige Stunden nach einem 20. Rang im 5000-Meter-Eisschnelllaufwettbewerb an der 1500-Meter-Konkurrenz im Short-Track, in der er sich für das B-Finale qualifizieren konnte, teil.
Brian McKeever, mehrfacher Paralympicssieger von 2002 und 2006, wurde für die kanadische Skilanglaufmannschaft nominiert. Damit ist McKeever, der an Morbus Stargardt leidet und eine Sehkraft von nur noch zehn Prozent besitzt, der erste Paralympionike, der an Olympischen Winterspielen teilnahm. Er wurde vom kanadischen Cheftrainer jedoch für kein Rennen eingesetzt.
Ältester Teilnehmer der Spiele war mit 51 Jahren der für Mexiko startende alpine Skirennfahrer Hubertus von Hohenlohe, der zum ersten Mal 1984 an Olympischen Winterspielen teilnahm. Jüngste Teilnehmerin war mit 15 Jahren die australische Freestyle-Skirennfahrerin Britteny Cox. Felix Loch aus Deutschland wurde mit 20 Jahren der bislang jüngste Olympiasieger im Rennrodeln.

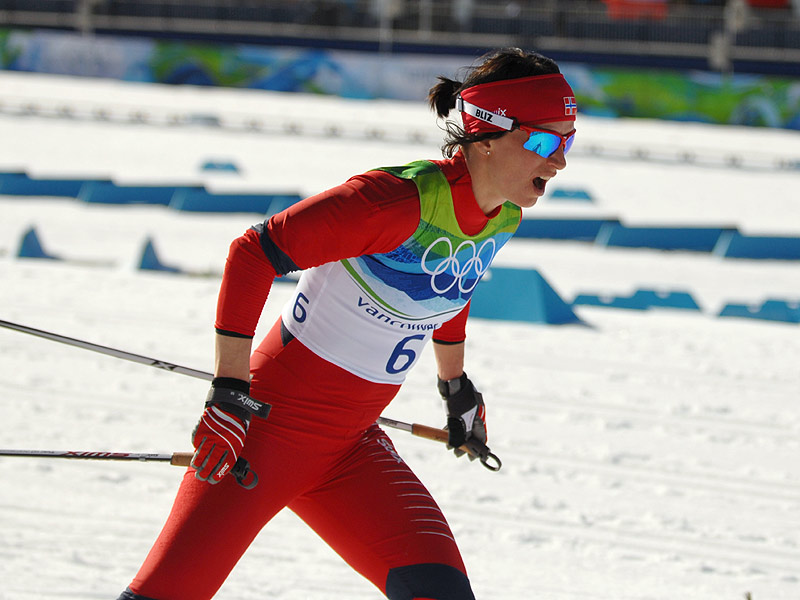
Marit Bjørgen, die erfolgreichste Athletin bei den Olympischen Winterspielen 2010

| Die erfolgreichsten Teilnehmer | Die erfolgreichsten Teilnehmer | Die erfolgreichsten Teilnehmer | Die erfolgreichsten Teilnehmer | Die erfolgreichsten Teilnehmer | Die erfolgreichsten Teilnehmer | Die erfolgreichsten Teilnehmer | Die erfolgreichsten Teilnehmer |
| Rang                           | Sportler                       | Land                           | Sportart                       | Gold                           | Silber                         | Bronze                         | Gesamt                         |
| ------------------------------ | ------------------------------ | ------------------------------ | ------------------------------ | ------------------------------ | ------------------------------ | ------------------------------ | ------------------------------ |
| 1                              | Marit Bjørgen                  | Norwegen                       | Skilanglauf                    | 3                              | 1                              | 1                              | 5                              |
| 2                              | Wang Meng                      | Volksrepublik China            | Shorttrack                     | 3                              | 0                              | 0                              | 3                              |
| 3                              | Petter Northug                 | Norwegen                       | Skilanglauf                    | 2                              | 1                              | 1                              | 4                              |
| 4                              | Lee Jung-su                    | Südkorea                       | Shorttrack                     | 2                              | 1                              | 0                              | 3                              |
| 4                              | Magdalena Neuner               | Deutschland                    | Biathlon                       | 2                              | 1                              | 0                              | 3                              |
| 4                              | Emil Hegle Svendsen            | Norwegen                       | Biathlon                       | 2                              | 1                              | 0                              | 3                              |
| 7                              | Martina Sáblíková              | Tschechien                     | Eisschnelllauf                 | 2                              | 0                              | 1                              | 3                              |
| 8                              | Simon Ammann                   | Schweiz                        | Skispringen                    | 2                              | 0                              | 0                              | 2                              |
| 8                              | Charles Hamelin                | Kanada                         | Shorttrack                     | 2                              | 0                              | 0                              | 2                              |
| 8                              | Marcus Hellner                 | Schweden                       | Skilanglauf                    | 2                              | 0                              | 0                              | 2                              |
| 8                              | Maria Riesch                   | Deutschland                    | Ski Alpin                      | 2                              | 0                              | 0                              | 2                              |
| 8                              | Zhou Yang                      | Volksrepublik China            | Shorttrack                     | 2                              | 0                              | 0                              | 2                              |
| 13                             | Stephanie Beckert              | Deutschland                    | Eisschnelllauf                 | 1                              | 2                              | 0                              | 3                              |
| 14                             | Justyna Kowalczyk              | Polen                          | Skilanglauf                    | 1                              | 1                              | 1                              | 3                              |
| 14                             | Bode Miller                    | Vereinigte Staaten             | Ski Alpin                      | 1                              | 1                              | 1                              | 3                              |
| 14                             | Aksel Lund Svindal             | Norwegen                       | Ski Alpin                      | 1                              | 1                              | 1                              | 3                              |

## Berichterstattung

### Fernsehen
Die Olympischen Winterspiele 2010 wurden weltweit von zahlreichen Fernsehstationen übertragen. Alle Übertragungsrechte sind Teil eines Pakets, das auch die Olympischen Sommerspiele 2012 in London umfasst, so dass die Fernsehstationen zum größten Teil identisch waren. Die Produktion der Übertragungen übernahm Olympic Broadcasting Services Vancouver, eine Tochtergesellschaft der IOC-eigenen Produktionsfirma Olympic Broadcasting Services (OBS). Die Winterspiele 2010 sind die ersten, bei denen OBS sämtliche Übertragungseinrichtungen bereitgestellt hat.
Im Gastgeberland Kanada übertrug erstmals nicht das öffentlich-rechtliche Fernsehen CBC/Radio-Canada die Olympischen Spiele, sondern ein neues Konsortium bestehend aus CTVglobemedia und Rogers Media.
In Deutschland starteten die öffentlich-rechtlichen Rundfunkanstalten ARD und ZDF den Regelbetrieb des hochauflösenden Fernsehens (HDTV) mit ihren Ablegern Das Erste HD und ZDF HD anlässlich der Olympischen Winterspiele. Mit der Federführung der öffentlich-rechtlichen Berichterstattung wurde der MDR beauftragt. Das Bildformat betrug 16:9. Der Spartenkanal Einsfestival und der ZDFinfokanal strahlten Entscheidungen der Sportarten mit geringerem Zuschauerinteresse aus. Der private Sportsender Eurosport berichtete ebenfalls umfassend und live von den Wettbewerben im Format 4:3. Andere deutsche Fernsehanstalten (darunter RTL, Sat.1 und ProSieben) berichteten ausführlich von den Spielen.
In Österreich sendete der öffentlich-rechtliche Sender ORF von ca. 18 bis 6 bzw. 8 Uhr des folgenden Tages alle aktuellen Wettbewerbe und berichtete ausführlich darüber auch in ORF 1 HD. Es gab 212 Stunden lang Berichte von Olympia. Die höchste Zuseherzahl verzeichnete der Riesenslalom der Herren (1,296 Mio.) vor dem Skispringen von der Großschanze (1,261 Mio.), dem Alpin-Super-G der Damen (1,260 Mio.), der Abfahrt der Herren mit 1,222 Mio. (Höchstwert sogar 1,634 Mio.) und dem Teamskispringen (1,220 Mio.). – In der Schweiz übernahmen SF zwei (deutsch), TSR 2 (französisch) und La 2 (italienisch) diese Aufgabe; darüber hinaus sendete HD suisse im hochauflösenden Format.

## Die „Vier Gastgebernationen“, kulturelle und kommerzielle Interessen
An den Spielen wollen sich vier First Nations beteiligen, die politisch korrekte Bezeichnung für die Ureinwohner Kanadas. Sie werden als Four Host First Nations bezeichnet. Zu ihnen zählen die Lil’wat, Musqueam, Squamish und Tsleil-Waututh. Ihre Vertreter waren bei der Abschlussfeier der Olympischen Spiele 2006 in Turin anwesend.
Die Führer der vier First Nations schlossen mit dem Organisationskomitee der Spiele einen Vertrag, der ihnen Urheberrechte an zahlreichen Symbolen und Logos und entsprechende Einnahmen an der Produktvermarktung zusichert. Aus diesen Einnahmen sollte ein Drittel an die Ureinwohner ganz Kanadas, genauer an kulturelle, Bildungs- und Sporteinrichtungen fließen. So ist auch die Regierung von Nunavut, wo fast nur Inuit leben, durch Kunstwerke vertreten, wie etwa durch das Emblem der Spiele. Vorsitzender der vier First Nations ist der Squamish Tewanee Joseph.
Nicht nur die Flughäfen von Seattle und Vancouver wurden vorbereitet, sondern auch regionale Flughäfen, Bahnhöfe und weitere Einrichtungen im Umkreis von rund 250 Kilometern. Da kein Wirtschaftszweig in Washington so schnell gewachsen ist, wie der Kulturtourismus, versprach sich auch der Bundesstaat an der kanadischen Südgrenze wirtschaftliche Wirkungen, ebenso wie die Indianer des Bundesstaates.
Die dortigen Lummi errichteten nahe der Interstate 5, die Seattle und Vancouver verbindet, das Gateway Center, in dem sich neben einem Kulturzentrum Geschäfte ansiedeln. Zudem erwarten sie mehr Besucher im Reservat, insbesondere im Silver Reef Hotel Casino Spa. Es beherbergte 2007 über eine Million Besucher.
Auch zahlreiche Upper Skagit sind dort beschäftigt, ebenso wie in dem Stamm gehörenden Semiahmoo Resort Golf Spa, rund 55 Kilometer südlich von Vancouver und im Loomis Trail Golf & Country Club in Blaine nahe der kanadischen Grenze. In Bow, 115 Kilometer südlich von Vancouver, besitzen sie das Skagit Valley Casino Resort und das Skagit Ridge Hotel. Nur das Tulalip Resort Casino Hotel & Spa in Quil Ceda Village ist größer als diese Einrichtungen.
Am Rande des Gebiets, das unmittelbar von den Spielen profitieren möchte, liegt das Gebiet der Jamestown S’Klallam. Dieser Stamm erwarb den Dungeness Golf Course im Januar 2007, dazu zahlreiche Unterbringungsmöglichkeiten.

## Kritik
Kritik an den Spielen kam zum einen von den Ureinwohnern, auf deren Land die Spiele stattfanden; zum anderen richtete sie sich gegen die Verschuldung, die auf umgerechnet rund eine Milliarde Euro geschätzt wird, Geld, das vor allem dem IOC sowie lokalen Bauunternehmen und Immobilienhändlern zufloss. Diese Kritiker halten die Spiele für eine Subvention durch den Steuerzahler.

### Indianische Kritik
Angehörige der umliegenden First Nations, wie die indigene Bevölkerung in Kanada genannt wird, protestierten bereits vor der Vergabe gegen die Ausrichtung der Winterspiele auf ihren Gebieten. Sie forderten Athleten und Touristen auf, die Menschenrechte zu beachten und den Spielen 2010 fernzubleiben. Die Erhaltung dieser Gebiete ist den Stämmen aus ökologischen Gründen wichtig, aber auch zum Erhalt ihrer traditionellen Lebensweise und um mittels Ökotourismus ein wirtschaftliches Standbein aufzubauen.
Der rechtliche Hintergrund ist komplex. Der Oberste Gerichtshof Kanadas hatte 1997 entschieden, dass die Rechte der Ureinwohner durch die Staatsgründung Kanadas (1867) keineswegs ausgelöscht worden seien. Zudem entschied er, dass die Rechte sich auf das Land, seine Ressourcen und das Recht auf kulturelle Traditionen sowie auf politische Autonomie beziehen. Daraus leiteten die Gerichte im Fall von baulichen Eingriffen in den traditionellen Territorien der Stämme eine Pflicht zur frühzeitigen Konsultation mit dem jeweils betroffenen Stamm ab.
Doch die Kritik bezieht sich nicht nur auf diese Fragenkreise, sondern auch auf die Legitimation der vier „Gastgebernationen“. Für die Kritiker sind deren Führer, meist die Häuptlinge (chiefs), nur Regierungsvertreter, die durch das Indianergesetz (Indian Act) in ihr Amt gebracht worden sind.

### Kritik aus Vancouver
In Vancouver entstand das Olympic Resistance Network (ORN), das dem Olympischen Komitee vorwirft, dass es sich bereichere. So stehen ihm 20 Prozent des Gewinns zu, es lässt sich mehr als 50 Prozent der Erträge aus Fernsehübertragungen auszahlen sowie 7,5 Prozent der Gewinne aus dem Merchandising. Sie weisen darauf hin, dass Montreal die Schulden aus seinen Olympischen Sommerspielen von 1976 erst nach 30 Jahren abbezahlt hat.
Des Weiteren kritisieren sie, dass rund 900 Überwachungskameras in der Nähe der Sportstätten installiert wurden, weitere 100 in den Partyzonen. Insgesamt wurden mindestens 100.000 Bäume gefällt. Die Demonstrationsfreiheit sei sowohl an den Spielstätten als auch an den Zufahrtsstraßen stark eingeschränkt worden. Selbst der Luftraum über Vancouver war für Spruchbänder verboten.
Die Integrated Security Unit unter Leitung von Bud Mercer, zu der 7000 Polizisten, 4500 Soldaten und 5000 Mitarbeiter privater Sicherheitsdienste gehören, soll für Sicherheit und Ruhe sorgen. All diese Maßnahmen haben den Spielen den Beinamen „Überwachungsspiele“ eingetragen. Sie haben dazu geführt, dass die Befürworter der Spiele in British Columbia inzwischen von 63,5 % auf weniger als 50 % zurückgegangen sind.
Für das olympische Dorf wurden günstige Quartiere abgerissen, die bisher von Obdachlosen bewohnt wurden. Es war geplant, einen Anteil der neuen Wohnungen nach der Veranstaltung als Sozialwohnungen zu nutzen – woraus aus Kostengründen doch nichts wird. Somit hat sich seit Vergabe der Spiele die Obdachlosenzahl auf 3000 verdreifacht. Durch die Spiele entstanden Kosten von über vier Milliarden Euro.

### Ökologische Auswirkungen
Die Organisatoren hatten sich das Ziel gesetzt, die „grünsten Olympischen Winterspiele“ zu veranstalten und durch energiesparende Bauweisen sowie Kompensationsmaßnahmen CO₂-Neutralität zu erreichen, was jedoch nicht gelang. Über 300.000 zusätzliche Tonnen CO2 bilanziert das ZDF. Die Autobahn Highway 99 zum Austragungsort Whistler wurde ausgebaut und zu diesem Zweck ein Bergrücken weggesprengt. Die Umweltbilanz der eingesetzten Busse, darunter 20 mit Wasserstoffantrieb, fällt negativ aus, da der Wasserstoff vom 5100 Kilometer entfernten Québec angeliefert werden muss. Für die Bobbahnen, Sprungschanzen und Pisten wurden mindestens 100.000 Bäume gefällt. Das Holz für das Richmond Olympic Oval wurde aus Gebieten mit Schädlingsbefall gewonnen, in dem geringere Vorschriften gelten.
Zum Zeitpunkt der Spiele herrschten in der Region akuter Schneemangel und Temperaturen um zehn Grad, ausgelöst durch das Wetterphänomen El Niño. Um die Wettbewerbe in Cypress Mountain nicht absagen zu müssen, lieferten die Organisatoren Schnee aus dem 250 Kilometer östlich gelegenen Manning Provincial Park an. Sie ließen auch Rohre mit Trockeneis unter den Pisten verlegen, um die Schneedecke zu halten. Es entstanden Kosten in zweistelliger Millionenhöhe.

### Kritik an der Organisation
Mehrfach wurde während der Spiele Kritik an den Organisatoren und Funktionären geübt. Als zu gefährlich wurden die Bob- und Rodelbahn des Whistler Sliding Center und die Frauenabfahrt von den teilnehmenden Sportlern beanstandet. Nach dem tödlichen Unfall des georgischen Rodlers Nodar Kumaritaschwili noch vor Beginn der Spiele wurde die Bobbahn entschärft und der Start weiter nach unten verlegt. Der Zielsprung auf der Frauenabfahrt im Ski Alpin Wettbewerb wurde nach mehreren teils heftigen Stürzen während des Trainings ebenfalls entschärft. Auf Drängen des Sponsors GM entschieden sich die Funktionäre beim Eisschnelllauf gegen Maschinen des Marktführers Zamboni. Das führte zu Löchern und Unebenheiten im Eis, woraufhin eine Zamboni-Maschine aus Calgary eingeflogen wurde. Kritik gab es auch am Umgang mit widrigen Wetterbedingungen. So führten instabile Wetterbedingungen bei den alpinen und nordischen Skiwettbewerben zu stark wechselnden Bedingungen für die Athleten. Nicht zuletzt gab es auch Kritik seitens der Zuschauer, die zu hohe Ticketpreise monierten. Dies und die Rücknahme von Tickets seitens des IOC aus Sicherheitsgründen führte dazu, dass zahlreiche Zuschauerplätze unbelegt waren.